# Sedum actinocarpum
Sedum actinocarpum är en fetbladsväxtart som beskrevs av Yoshimatsu Yamamoto. Sedum actinocarpum ingår i Fetknoppssläktet som ingår i familjen fetbladsväxter. Inga underarter finns listade i Catalogue of Life.